# Tillandsia bergeri
Tillandsia bergeri är en gräsväxtart som beskrevs av Carl Christian Mez. Tillandsia bergeri ingår i släktet Tillandsia och familjen Bromeliaceae. Inga underarter finns listade i Catalogue of Life.

## Bildgalleri

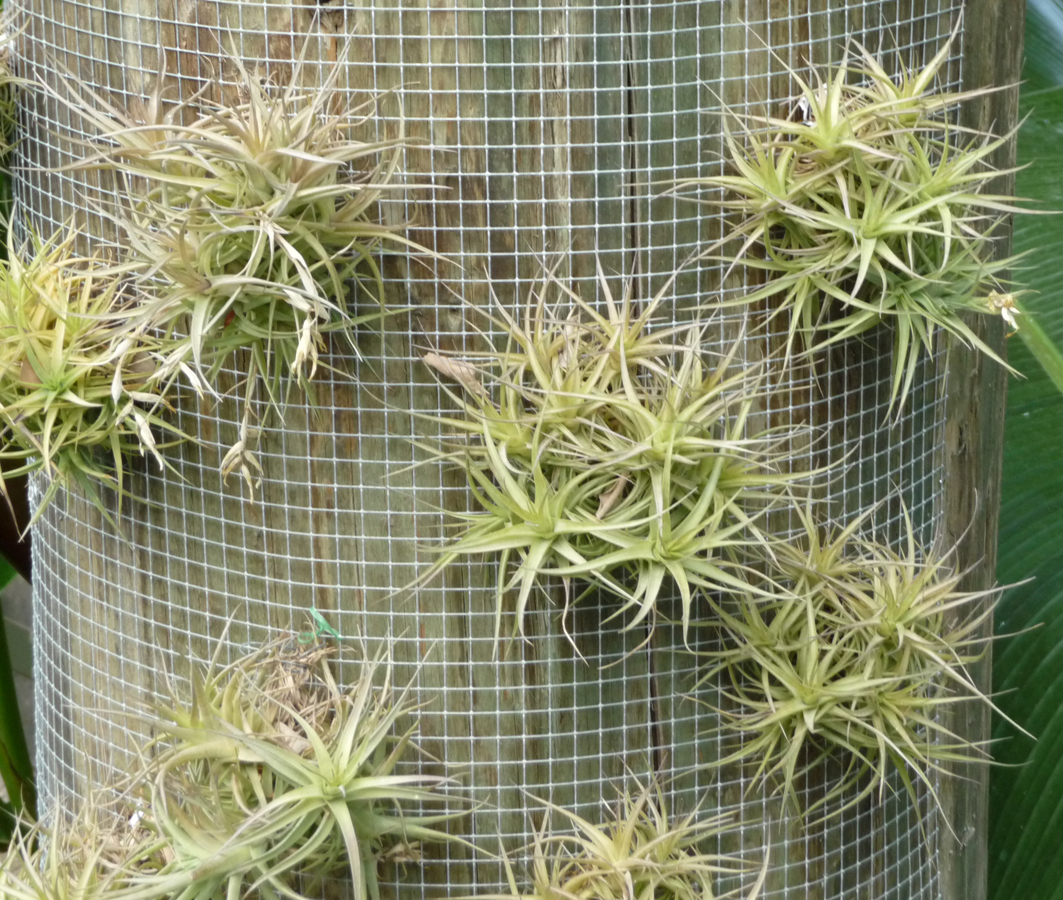
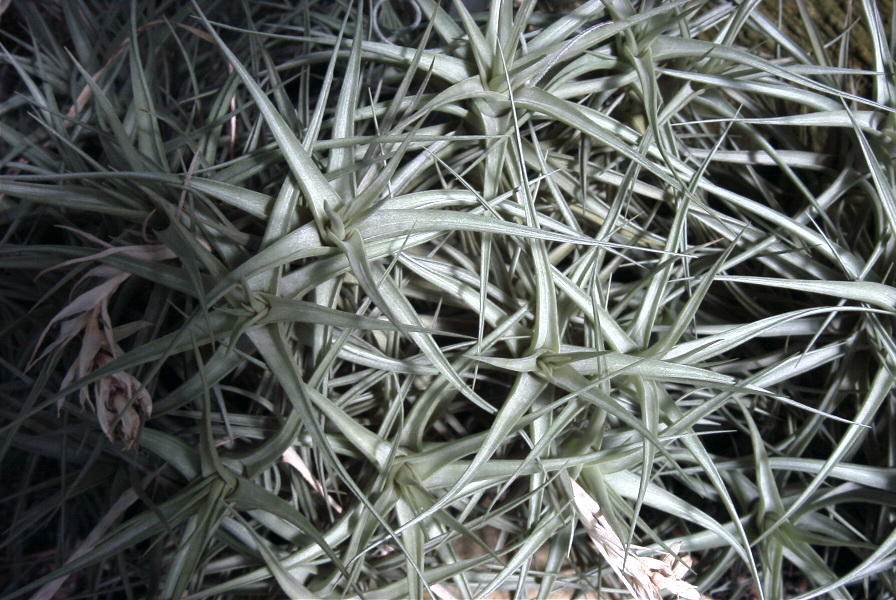
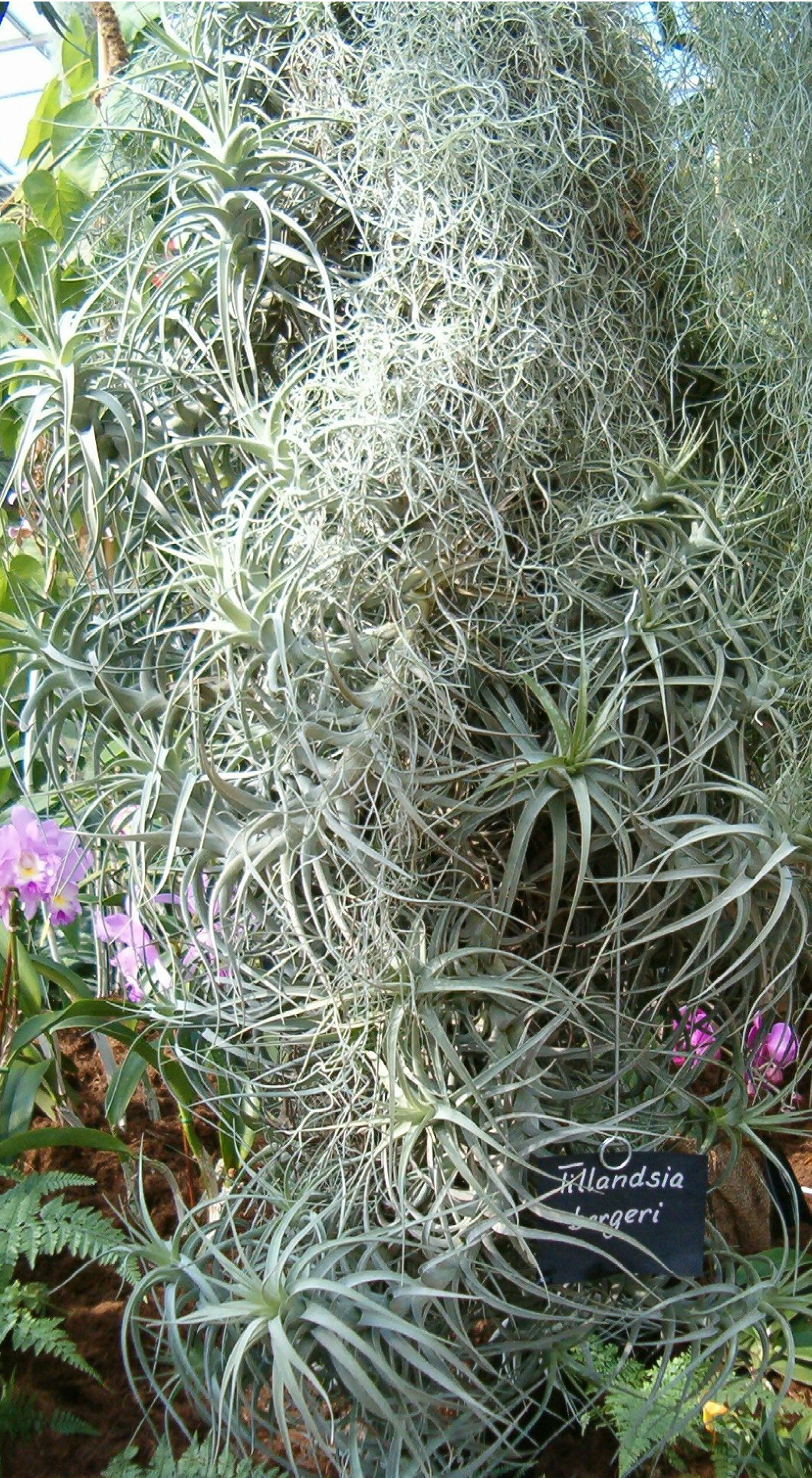